# بوني بيكر
بوني بيكر (بالإنجليزية: Bonnie Baker)‏ هي لاعب كرة قاعدة ومعلقة رياضية أمريكية، ولدت في 10 يوليو 1918، وتوفيت في 17 ديسمبر 2003 بسبب فشل تنفسي.